# Optimització per a motors de cerca
L'optimització per a motors de cerca o posicionament a cercadors (en anglès search engine optimization, SEO) és un procés que té per objectiu augmentar la visibilitat d'un lloc web als motors de cerca, incrementant-ne la posició a la pàgina de resultats. Altres formes del mercat dels motors de cerca (de l'anglès search engine marketing, SEM) són les llistes pagades. En general, la posició del rànquing està relacionada amb el nombre de visites, així que el SEO ha esdevingut tota una tàctica comercial. El SEO es pot enfocar a diferents tipus de recerca, com per exemple, d'imatges, vídeos o casos específics.
L'optimització per a motors de cerca considera el funcionament dels cercadors i què se cerca. L'optimització pot incloure l'edició del contingut per a donar rellevància a paraules clau. Una altra estratègia SEO consisteix a augmentar el nombre de backlinks o enllaços que el web rep d'altres pàgines.
Hi ha dos tipus de tècniques SEO, algunes més importants que les altres. Destaquen principalment:
- SEO On Page: Conjunt de tècniques que es duen a terme en una pàgina web (títol, Keywords, metadescripció, textos, posicionament d'imatges, millora del pagerank, creació de contingut...). Són les tècniques que es duen a terme dins de la pàgina web i que tenen com a finalitat optimitzar la seva funcionalitat per tal que surti posicionada el millor possible a internet.
- SEO Off Page: Les accions que es duen a terme fora de la pàgina web perquè millori el funcionament d'aquesta: alta en cercadors o directoris web.

Es distingeixen dos tipus de tècniques d'optimització: una, la dels white hats (barrets blancs), consisteix a fer una pàgina accessible adient per als lectors; l'altra, la dels black hats (barrets negres) o spamdexing, utilitza mètodes com link farms o Granja de clics, keyword stuffing i article spinning. Tot i això, molts motors de cerca intenten identificar aquestes pàgines web i degradar-ne la posició.
La SEO aplicada a les xarxes socials dona lloc a l'optimització dels mitjans socials.
El SEM és un sistema de pagament. Hi ha molts sistemes de pagament, però el més famós és Google Adwords, seguit per Facebook Ads i LinkedIn Ads, entre d'altres.
En el sistema de Google Adwords, existeixen dos tipus de campanyes: Search i display:
- Search: els primers anuncis que apareixen a la pàgina de resultats del cercador, patrocinats i de color groc. Són anuncis que han aparegut gràcies a la recerca de Keyword.
- Display: una pàgina web accepta tenir publicitat a Google. Quan una pàgina rep moltes visites, existeix l'AdSense, anuncis generalment en forma de bàner. És la disposició d'anuncis que distribueix Google per tota la seva xarxa.

SEO i SEM s'encarreguen d'analitzar i optimitzar les pàgines webs de diferents empreses o particulars. Totes les empreses necessiten un bon posicionament web per tal de poder complir els seus objectius en línia. En general, els principals objectius són: augmentar el trànsit de visites a la web i tenir més conversions (comprar, descarregar formularis, etc.) L'assoliment d'aquests objectius es fa principalment mitjançant els següents processos i tècniques: 
- Posicionament Orgànic: el posicionament orgànic d'una web és tot allò que insereixen al codi html de la teva pàgina, com per exemple les paraules clau (Keywords)[1] de cada empresa, com són el títol, la metadescripció o les etiquetes... Aquesta optimització requereix un estudi previ intens sobre la competència i de les paraules clau més adequades per a cada negoci.
- Tècniques SEO: és el posicionament natural que té un domini web. L'objectiu és el mateix, aconseguir el major nombre de visites possible i augmentar el retorn de la inversió de l'empresa.
- Posicionament SEM: és el posicionament de pagament o PPC (Pay per Click en adwords o altres). Són campanyes de pagament que es basen en les millors Keywords de la web. Són campanyes de publicitat en adwords, Yahoo, advertising, Facebook ads... Es paga per cada paraula o Keyword mitjançant un sistema de subhasta de CPC... Els resultats d'aquestes campanyes de pagament solen ser immediats i molt positius per a l'anunciant.

## Mètodes
Els principals motors de cerca, com Google, Bing i Yahoo!, utilitzen aranyes web per a descobrir pàgines per als seus resultats algorítmics de cerca. Les pàgines enllaçades en altres motors de cerca no han de ser enviades, ja que es troben automàticament. Alguns motors de cerca, notablement Yahoo!, operen un mitjà de submissió de pagament que garanteix la indexació, que generalment garanteixen la inclusió a la base de dades però no una posició específica als resultats de cerca. Dos directoris principals, el Yahoo Directory i l'Open Directory Project, necessiten una submissió manual i revisió humana editorial. Google ofereix les Google Webmaster Tools, amb les quals es poden crear mapes web XML i enviats gratuïtament per a assegurar que es trobin totes les pàgines, especialment les que no es poden descobrir seguint enllaços automàticament. Les aranyes web cerquen diversos factors quan examinen una pàgina web. No totes les pàgines són indexades. La distància de les pàgines respecte al directori arrel també pot ser un factor que influeix en la indexació.

## Posicionament natural o orgànic
L'objectiu del posicionament és aparèixer en les posicions més altes possibles dels resultats de cerca orgànica per una o més paraules concretes. Suposa la tasca d'optimitzar l'estructura i el contingut d'una pàgina web mitjançant la utilització de diverses tècniques de linkbuilding o linkbaiting, i augmentant així la seva notorietat i mencions.
L'optimització es realitza en dos sentits:
- Intern: Mitjançant millores en el contingut, el codi i l'accessibilitat. Conegut internacionalment com a "SEO On Page".
- Extern: Millores en la notorietat de la pàgina web mitjançant referències a la mateixa (a través de links). Conegut internacionalment com a "SEO Off Page".

El posicionament orgànic o natural a Espanya es desenvolupa, principalment, a través de Google, ja que suposa més del 90%-95% del volum total de cerques. Cal destacar que els cercadors mostren resultats orgànics o naturals en una banda, i també mostren d'altres de pagament.
Per a una optimització de continguts més natural i efectiva, és fonamental utilitzar tècniques com la investigació de paraules clau per identificar termes rellevants, la creació de continguts de qualitat i rellevants que responguin a les necessitats de l'usuari, l'ús adequat de etiquetes HTML com els títols i les meta descripcions, i assegurar-se que la pàgina web sigui fàcil de navegar i estigui optimitzada per a dispositius mòbils. A més, és important mantenir una actualització constant del contingut SEO per garantir la seva frescor i pertinència.

## Activitats per a millorar el posicionament
El posicionament requereix un codi de programació, un disseny i uns continguts. Per tal de dur a terme un bon posicionament es recomana seguir les directrius de la guia de Google.
Es pot establir una divisió entre posicionament intern i posicionament extern.

### Posicionament intern
El posicionament intern té en compte aquelles millores que podem aplicar sobre la nostra web, contingut, accessibilitat i aparença.
- Crear continguts de qualitat.
- Que sigui una web ràpida (WPO)
- Ha de ser adaptable a tots els dispositius (Responsive)
- Pensar una estructura i disseny funcional, fàcil d'accedir i que capti l'atenció de l'usuari.
- Crear títols únics i descripcions del contingut de cada pàgina. Es recomana escriure títols d'entre 55 i 60 caràcters.
- Limitar el contingut en Flash, frames o JavaScript.
- Allotjar el web en un servidor fiable.
- Utilitzar negretes i cursives per a les paraules clau.
- Utilitzar les etiquetes "meta" (description i title) amb les paraules clau triades anteriorment.
- Crear un disseny web net en publicitat.
- Utilitzar un etiquetat correcte del web.
- Enllaçar internament les pàgines més importants del web.

### Posicionament extern
El posicionament extern inclou aquelles tècniques que utilitzem per a millorar la notorietat del nostre web en els mitjans en línia. Habitualment se cerca aconseguir mencions en línia, en forma d'enllaç, del web que es pretén optimitzar.
- Aconseguir que altres webs de temàtica similar facin un enllaç a la teva pàgina web, encara que recentment Google també té en compte les referències als articles encara que no hi hagi enllaç.
- Tenir presència a les xarxes socials, com ara Facebook, Twitter. Per a obtenir visites de nous "seguidors" i fer-los participar.
- Donar-se d'alta a directoris com Yahoo! o Dmoz per a aconseguir enllaços o una primera cerca del teu web mitjançant cercadors.
- Tenir un Google My Business d'empresa relacionat
- Registrar-se i participar en fòrums relacionats amb la temàtica del teu web.
- Escriure articles en altres llocs web per a donar-se a conèixer.

### La IA i el SEO
- Cerques per veu: Els assistents virtuals i els dispositius intel·ligents han popularitzat les cerques per veu. La IA permet als motors de cerca entendre el llenguatge natural i oferir resultats més precisos i rellevants, la qual cosa implica que les paraules clau i les frases s'han d'adaptar a un llenguatge més conversacional.
- Contingut generat per IA: Eines com ChatGPT estan generant contingut d'alta qualitat de manera automatitzada. Encara que això pot ser un gran avantatge per crear contingut a gran escala, és crucial assegurar-se que el contingut generat per IA sigui original, rellevant i estigui optimitzat per a SEO.
- Personalització de resultats: La IA permet als motors de cerca oferir resultats altament personalitzats basats en l'historial de cerca de l'usuari, la seva ubicació i altres factors. Això significa que les estratègies de SEO s'han de centrar a crear contingut que sigui rellevant per a diferents segments d'audiència.
- Anàlisi de sentiments: La IA pot analitzar el sentiment dels usuaris a les xarxes socials i altres canals en línia. Aquesta informació pot ser valuosa per entendre què pensen els usuaris sobre una marca o producte i ajustar les estratègies de SEO en conseqüència.
- Optimització d'imatges: La IA pot analitzar les imatges i generar descripcions alternatives (alt text) més precises i rellevants, la qual cosa millora l'accessibilitat i la indexació de les imatges als motors de cerca.

### Estratègies SEO en l'era de la IA
- Contingut d'alta qualitat i rellevància: La IA pot generar contingut, però el contingut humà segueix sent essencial per establir l'autoritat i la confiança. Centra't a crear contingut que sigui valuós per a la teva audiència i que respongui a les seves preguntes.
- Paraules clau semàntiques: En lloc de centrar-se en paraules clau exactes, utilitza paraules clau semàntiques i sinònims per crear contingut més natural i rellevant.
- Experiència d'usuari excepcional: La IA pot ajudar a millorar l'experiència de l'usuari a través de xatbots, recomanacions personalitzades i altres eines.
- Mobile-first: La majoria de les cerques es realitzen en dispositius mòbils, per la qual cosa és essencial optimitzar el teu lloc web per a mòbils.
- Seguiment i anàlisi: Utilitza eines d'anàlisi impulsades per IA per rastrejar el rendiment del teu lloc web i realitzar ajustos a la teva estratègia SEO.

### El Futur del SEO i la IA
La relació entre la IA i el SEO està en constant evolució. A mesura que la IA es torni més sofisticada, podem esperar veure canvis encara més significatius en la manera com optimitzem els nostres llocs web. Els professionals del SEO han d'estar disposats a adaptar-se i aprendre noves habilitats per mantenir-se a l'avantguarda.
En resum, la IA està transformant el panorama del SEO, oferint noves oportunitats i reptes. En comprendre com la IA està impactant en les cerques i en adoptar noves estratègies, pots posicionar el teu lloc web per obtenir millors resultats als motors de cerca.

## Posicionament web en el sector immobiliari
El posicionament web en l'àmbit immobiliari pot arribar a tenir petites diferències amb el posicionament SEO estàndard. Les pàgines web immobiliària que aconsegueixin una càrrega més ràpida, amb un entorn xifrat (certificat HTTPS) i imatges d'alta resolució de les vivendes, s'hi posicionaran millor.
A diferència dels altres sector, el sector immobiliari compta amb un gran nombre d'imatges per pàgina web debut al nombre de habitatges que s'hi afegeixen per pàgina. Aquest recurs fa que les webs de caràcter immobiliari siguin usualment, molt més lentes que la resta.
Els motors de cerca també classificaran les pàgines web segons la seva popularitat externa, és a dir, altres pàgines del sector o mitjans d'informació rellevants on es parli del web en qüestió. A més vegades i de fonts més fiables, més en compte et tindran els motors de cerca a l'hora de posicionar una pàgina web en el sector immobiliari.

## Precaucions
Les tècniques aplicades poden ser mal executades i afectar de manera negativa els resultats dels cercadors. En aquests casos, si incompleixen les clàusules i condicions d'ús dels mateixos cercadors, poden arribar a ser considerats com a spamdexing, una forma de SPAM, i ser sancionats, de vegades fins i tot desapareixent en la seva totalitat dels cercadors. Exemples d'aquestes penalitzacions en el cas del principal cercador, Google, són "Google Penguin" o "Google Panda". Algorítmes perfectament dissenyats per a detectar pràctiques fraudulentes d'enllaços o de plagi de continguts als lloc web.